# Isesaki
Isesaki (jap. 伊勢崎市 Isesaki-shi) – miasto w prefekturze Gunma w Japonii na wyspie Honsiu. Ma powierzchnię 139,44 km². W 2020 r. mieszkało w nim 211 975 osób, w 85 565 gospodarstwach domowych  (w 2010 r. 207 199 osób, w 76 437 gospodarstwach domowych).
W mieście rozwinął się przemysł odzieżowy oraz maszynowy.

## Miasta partnerskie
- Chiny: Ma’anshan
- Stany Zjednoczone: Springfield